# Cassidy Hutchinson
Cassidy Jacqueline Hutchinson (nacida en 1996/1997) es una mujer estadounidense que fue asistente de la Casa Blanca y asistente del ex-Jefe de Gabinete Mark Meadows durante la presidencia de Donald Trump.
Hutchinson testificó el 28 de junio de 2022 en las audiencias públicas del Comité Selecto de la Cámara de Representantes de los Estados Unidos sobre el ataque del 6 de enero. Brindó testimonio sobre la conducta del presidente Donald Trump y sus principales asesores y aliados políticos antes y durante el asalto al Capitolio el 6 de enero de 2021.

## Primeros años y educación
Criado en Pennington, Nueva Jersey, Hutchinson se graduó de Hopewell Valley Central High School en 2015. Estudió en la Universidad Christopher Newport entre 2015 y 2018, y se graduó en 2019 con una licenciatura en ciencias políticas. Hutchinson se describe a sí misma como una estudiante universitaria de primera generación.

## Carrera profesional
Mientras estaba en la universidad, Hutchinson hizo una pasantía para el senador republicano Ted Cruz y el líder partidario republicano de la Cámara de Representantes de los Estados Unidos Steve Scalise. En el verano de 2018, se desempeñó como pasante y luego como empleada en la Oficina de Asuntos Legislativos de la Casa Blanca.
En marzo de 2020, cuando Mark Meadows se convirtió en el cuarto jefe de gabinete de Trump, la seleccionó para que fuera una de sus asistentes. Pronto se convirtió en su asistente principal y continuó hasta el final de la presidencia de Trump. Trabajaba en una oficina al lado de la oficina de Meadows, al final del pasillo del Despacho Oval. Tomaba notas en las reuniones y viajaba con Meadows, monitoreaba su teléfono y transmitía sus órdenes. Fue descrita como una confidente cercana de Meadows. Identificada como una «asistente legislativa de la Casa Blanca», Hutchinson fue objeto de una fotografía de Associated Press distribuida a nivel nacional en la que se la mostraba bailando la canción «Y.M.C.A.» junto con la secretaria de prensa de la Casa Blanca, Kayleigh McEnany, al final del mitin de campaña de Trump del 21 de septiembre de 2020 en Swanton (Ohio).
Cuando terminó el mandato de Trump, inicialmente se suponía que ella trabajaría para su operación posterior a la presidencia en Florida, pero el plan «se abandonó abruptamente» antes de la fecha en que se suponía que debía comenzar.

## Testimonio del Comité del 6 de enero
Hutchinson había dado cuatro declaraciones por un total de más de dos docenas de horas al comité de la Cámara de Representantes que investigó el asalto al Capitolio en 2021 antes de testificar en televisión en vivo el 28 de junio de 2022. Antes de su declaración del 7 de marzo, recibió múltiples mensajes de parte de aliados de Trump sugiriendo que demostrara lealtad a Trump en su testimonio. Días antes de su testimonio, despidió a su abogado, Stefan Passantino, quien tenía profundas conexiones con los asociados de Trump, y lo reemplazó con Jody Hunt, exfuncionario de mucho tiempo del Departamento de Justicia y jefe de personal del primer fiscal general de Trump, Jeff Sessions.

### Acontecimientos que llevaron al 6 de enero
Durante el testimonio bajo juramento del 28 de junio, Hutchinson testificó que había escuchado mencionar a Oath Keepers y Proud Boys durante la planificación del mitin de Trump del 6 de enero, cuando el abogado personal de Trump, Rudy Giuliani, estaba presente. Varios líderes de ambos grupos fueron posteriormente acusados de cargos de conspiración sediciosa por su supuesta participación en el ataque del 6 de enero.
Hutchinson testificó que tanto Meadows como Giuliani solicitaron indultos presidenciales. Anteriormente le dijo al comité en declaraciones que los congresistas Matt Gaetz, Andy Biggs, Scott Perry y Louie Gohmert también habían solicitado indultos.
Ella testificó que el 3 de enero de 2021, el consejero legal de la Casa Blanca, Pat Cipollone, la llamó aparte para expresar su preocupación al escuchar que Trump planeaba marchar al Capitolio con sus partidarios el 6 de enero; Hutchinson lo recordó diciendo: «Seremos acusados de todos los delitos imaginables si hacemos que ese movimiento suceda».
Hutchinson también reveló en su testimonio que Donald Trump arrojó su plato del almuerzo contra una pared en un comedor de la Casa Blanca el 1 de diciembre de 2020, cuando supo que el fiscal general William Barr había hecho una declaración pública de que no había descubierto ninguna evidencia de fraude electoral. La pared estaba salpicada de ketchup. En otras ocasiones, había «volteado el mantel para dejar que todo el contenido de la mesa cayera al suelo y probablemente se rompiera o se fuera a todas partes».

### Eventos del 6 de enero
Ella testificó que a Trump y Meadows se les dijo que algunas personas portaban armas, incluidas armas de fuego, y por lo tanto no podían despejar los magnetómetros para ingresar a la manifestación. Trump insistió en que no le importaba si sus partidarios tenían armas y trató de ordenar que se quitaran los magnetómetros, diciendo: «No están aquí para hacerme daño». El comité reprodujo transmisiones de radio de advertencias policiales sobre personas con armas, incluidos AR-15.
Hutchinson testificó que el entonces jefe de gabinete adjunto de la Casa Blanca, Anthony Ornato, le había dicho que después de que Trump se subió a la camioneta presidencial después de su mitin, con la esperanza de conducir hasta el Capitolio mientras sus partidarios marchaban allí, su principal agente del Servicio Secreto, Robert Engel, le dijo que era demasiado peligroso y le informó que regresarían a la Casa Blanca. Hutchinson dijo que Ornato le dijo que Trump se enfureció e intentó tomar el volante del vehículo y se abalanzó sobre las clavículas de Engel. Ella testificó que Engel estaba con Ornato mientras relataba el incidente, pero nunca contradijo el relato. CNN informó tres días después del testimonio de Hutchinson que había hablado con dos agentes del Servicio Secreto que habían escuchado relatos del incidente de varios otros agentes desde febrero de 2021, incluido el conductor de Trump. Aunque los detalles diferían, los agentes confirmaron que hubo una confrontación, y un agente relató que Trump «trató de abalanzarse sobre el asiento; por qué razón, nadie tenía idea», pero nadie afirmó que Trump atacó a Engel. Otro funcionario del Servicio Secreto le dijo a CNN que Engel negó que Trump tomara el volante o se abalanzara sobre un agente en su destacamento, y que Ornato negó haberle dicho tal cosa a Hutchinson. Politico informó el mismo día que Engel le dijo al comité durante una declaración a principios de 2022 que había ocultado su relato completo del incidente a sus colegas del Servicio Secreto durante al menos catorce meses.
A medida que se desarrollaba el asalto, Hutchinson recordó que el abogado de la Casa Blanca, Pat Cipollone, le dijo a Meadows palabras como: «Mark, tenemos que hacer algo más, literalmente están pidiendo que ahorquen al vicepresidente», a lo que Meadows respondió: «Lo escuchaste, Pat, él cree que Mike se lo merece, no cree que estén haciendo nada malo».